# Glen Ellen (Califórnia)
Glen Ellen é uma Região censo-designada localizada no Estado americano da Califórnia, no Condado de Sonoma.

## Demografia
Segundo o censo americano de 2000, a sua população era de 992 habitantes.

## Geografia
De acordo com o United States Census Bureau tem uma área de 5,4 km², dos quais 5,4 km² cobertos por terra e 0,0 km² cobertos por água. Glen Ellen localiza-se a aproximadamente 331 m acima do nível do mar.

## Localidades na vizinhança
O diagrama seguinte representa as localidades num raio de 16 km ao redor de Glen Ellen.